# Arrondissement di Sint-Niklaas
L'arrondissement di Sint-Niklaas (in olandese Arrondissement Sint-Niklaas, in francese Arrondissement de Saint-Nicolas) è una suddivisione amministrativa belga, situata nella provincia delle Fiandre Orientali e nella regione delle Fiandre.

## Composizione
L'arrondissement di Sint-Niklaas raggruppa 7 comuni:
- Beveren
- Kruibeke
- Lokeren
- Sint-Gillis-Waas
- Sint-Niklaas
- Stekene
- Temse

## Società

### Evoluzione demografica
Abitanti censiti
- Fonte dati INS - fino al 1970: 31 dicembre; dal 1980: 1º gennaio